# Heinz Kucharski
Heinz Kucharski (* 22. Juli 1919 in Hamburg; †  8. Oktober 2000 in Markranstädt) war ein deutscher Indologe. Als Student war er eine zentrale Persönlichkeit der Weißen Rose Hamburg.

## Leben und Wirken
Der Sohn des Ingenieurs Walter Kucharski besuchte die Hamburger Lichtwarkschule und nahm an den Lesekreisen der Studienrätin Erna Stahl teil. Er setzte sich intensiv mit sozialistischen Ideen auseinander und studierte ab 1938 Philosophie, Völkerkunde und Orientalistik. Er organisierte Leseabende, auf denen politische Schriften diskutiert wurden. Zusammen mit Margaretha Rothe machte er auf Flugzetteln die Sendefrequenz des Deutschen Freiheitssenders bekannt.
Die ebenfalls ehemalige Lichtwarkschülerin und Medizinstudentin Traute Lafrenz hatte Ende 1942 das dritte Flugblatt der Weißen Rose aus München nach Hamburg gebracht. Kucharski und weitere Mitglieder der Gruppe, wie Margaretha Rothe, die Buchhändlerin Hannelore Willbrandt, der Mediziner Albert Suhr und der Philosophiestudent Reinhold Meyer, diskutierten und verbreiteten dieses unter ihnen vertrauten Interessierten. Ihr Treffpunkt war die Buchhandlung Agentur des Rauhen Hauses am Jungfernstieg, deren Juniorchef Reinhold Meyer war.
Am 9. November 1943 wurde Heinz Kucharski zusammen mit Margaretha Rothe von der Gestapo verhaftet. Am 3. Dezember 1943 erfolgte die Festnahme seiner Mutter Hildegard Heinrichs und seiner Großmutter Bertha Schmitz. Bis zum 25. Oktober 1944 befand er sich im Polizeigefängnis Fuhlsbüttel. Anschließend wurde er im Hamburger Untersuchungsgefängnis eingesperrt. Vom 17. April bis 20. April 1945 führte der Volksgerichtshof in Hamburg vier Prozesse gegen die Mitglieder der Weißen Rose in Hamburg, die meisten der Angeklagten waren jedoch schon einige Tage zuvor von den Alliierten aus dem Landgerichtsgefängnis Stendal bzw. dem Zuchthaus St. Georgen Bayreuth befreit worden. Heinz Kucharski wurde am 17. April 1945 zum Tode verurteilt. Während des Transports zur Hinrichtungsstätte im Zuchthaus Bützow-Dreibergen kam es in der Nacht vom 20. auf den 21. April bei Grevesmühlen zu einem Angriff von britischen Tieffliegern. Kucharski konnte in der allgemeinen Panik entkommen und sich zur Roten Armee flüchten.
Nach 1945 war Heinz Kucharski als Verlagslektor im Paul-List-Verlag sowie am Museum für Völkerkunde zu Leipzig tätig. In den 1980er-Jahren leitete er die Indienabteilung des Museums. Vom Ministerium für Staatssicherheit wurde er als IM Lektor geführt. Er galt als Vertrauensperson eines Künstlerkreises in Leipzig um die Literaten Siegmar Faust, Gert Neumann, Wolfgang Hilbig, Andreas Reimann, Heide Härtl sowie die Maler Dietrich Gnüchtel, Michael Flade und Manfred May. Es sei ihm im Auftrag der Stasi gelungen, „deren politische Unzufriedenheit auszuspionieren und zu neutralisieren“. Mehrere Künstler wurden daraufhin verhaftet.

## Späterer Vorwurf des Denunziantentums zur NS-Zeit
Am 13. September 2009 hielt Katrin Seybold eine Rede anlässlich der Verleihung der Albert-Weichmann-Medaille an Traute Lafrenz, in der sie Kucharski vorwarf, um die 30 Leute (darunter seine eigene Mutter, Freunde wie Traute Lafrenz und seine ehemalige Lehrerin Erna Stahl) an die Gestapo ausgeliefert und dieser hierzu bis zu 60 Seiten diktiert zu haben, um seinen eigenen Kopf zu retten; seine Selbstrechtfertigung sei es gewesen, dass durch die Nennung von immer mehr Personen es vor Kriegsende nicht mehr für alle zu einem Prozess käme, „ein raffinierter, ein amoralischer Plan“.

## Zitat
„Wir trafen uns mit Hans’ Freund Heinz Kucharski, der in Hamburg Indologie studierte, und mit seiner Freundin Gretha Rothe, die mir in ihrer ruhigen, zurückhaltenden Art gleich sehr sympathisch war. Mit Heinz Kucharski tat ich mich dagegen sehr schwer. Er verstand brillant zu reden. Über Kurt Tucholsky zum Beispiel, dessen von den Nazis verbotene Bücher er uns auch nach München geschickt hatte. Oder über politische Theorien, vor allem über den Kommunismus und seine heilbringende Lehre. Ich war erstaunt, wie geduldig Hans ihm zuhörte und wohl auch alles glaubte, was er sagte. Ich glaubte ihm vielleicht nur die Hälfte. Heinz war mir zu radikal und zu wirklichkeitsfremd in seinen Gedanken. Mit Begeisterung aber lasen er und Gretha Rothe das mitgebrachte Flugblatt der Weißen Rose und erklärten sich sofort bereit, es ebenfalls abzuschreiben und in ihrem Freundeskreis zu verteilen.“

## Werke
- Indische Bronzen: Aus dem Museum für Völkerkunde in Leipzig und der Sammlung des Verfassers. Leipzig: Prisma 1965 (Die Schatzkammer; Bd. 17)
- San Francisco: asiatische Kunst in den Museen und Sammlungen von San Francisco und der Bay Area. Leipzig: Edition Leipzig 1977
- Nachwort zu Willibald Alexis: Walladmor, Leipzig: Edition Leipzig 1967